# Pièces en euro de la Slovaquie

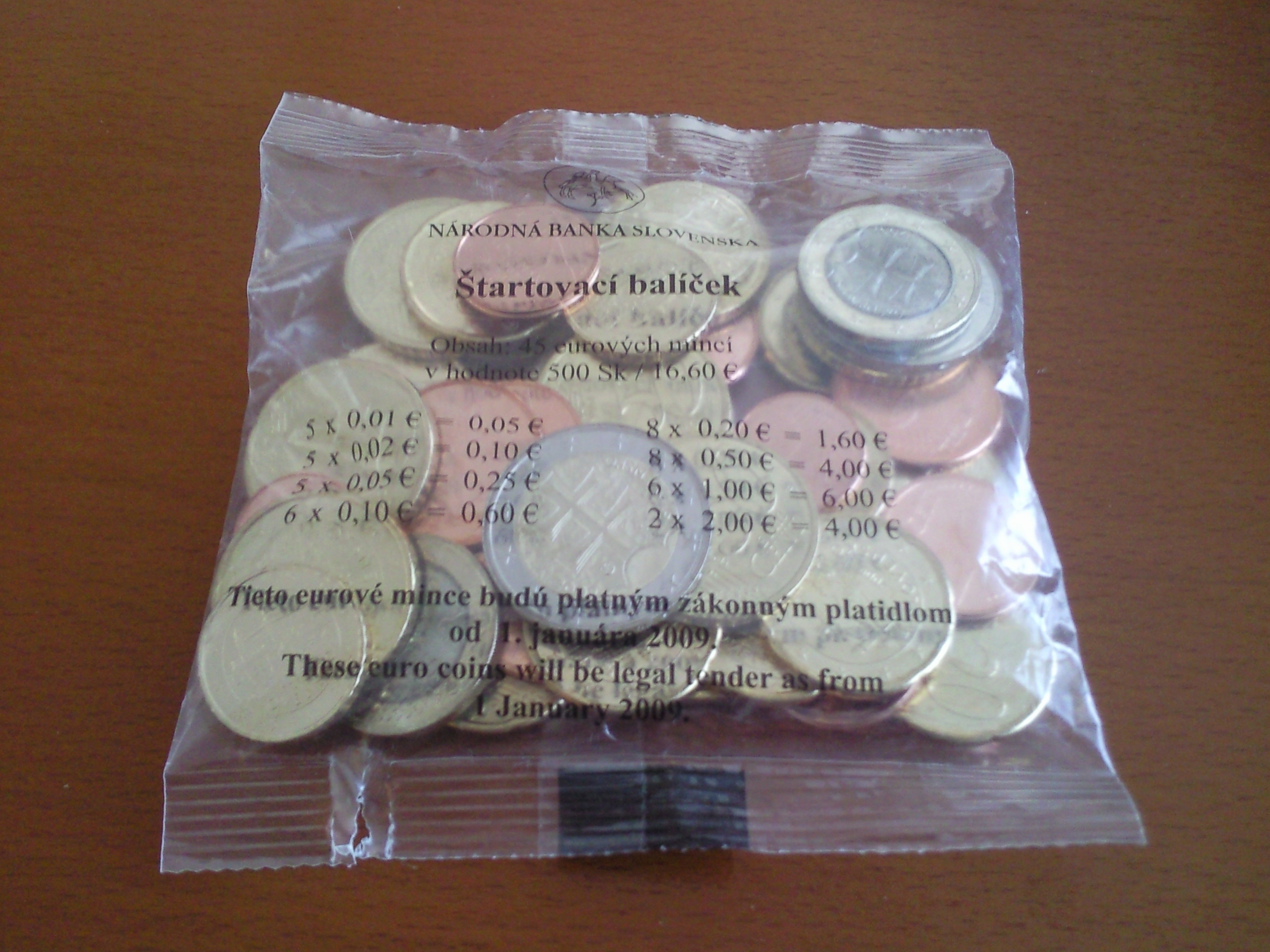
Starter kit slovaque.

Les pièces en euro de la Slovaquie sont les pièces de monnaie en euro frappées par la Slovaquie et mises en circulation par l'hôtel des monnaies de Kremnica. L'euro a remplacé l'ancienne monnaie nationale, la couronne slovaque, le 28 novembre 2005 (entrée dans le MCE II) au taux de conversion de 1 euro = 30,1260 couronnes. Les pièces en euro slovaques ont cours légal dans la zone euro depuis le 1er janvier 2009.

## Pièces destinées à la circulation

### Face commune et spécifications techniques
Comme toutes les pièces en euro destinées à la circulation, les pièces slovaques répondent aux spécifications techniques communes et présentent un revers commun utilisé par tous pays de la zone euro. Celui-ci indique la valeur de la pièce. La Slovaquie utilise la deuxième version du revers depuis qu'elle a adopté de l'euro.

### Faces nationales des pièces courantes
Le processus en vue de choisir les faces nationales des pièces slovaques a commencé en juillet 2004 avec un appel à proposition lancé par la Banque nationale de Slovaquie. À la clôture de cette première étape, le 31 janvier 2005, 64 projets contenant au moins un dessin par pièce ont été soumis. En comptant les versions alternatives, ce sont 658 dessins qui ont été proposés, sur lesquels se sont penchés deux comités composés tant de représentants de la banque nationale que d'institutions culturelles et scientifiques. Dix-sept thèmes ont été jugés prioritaires. Trente-six projets sont finalement retenus pour un deuxième tour. Les concepteurs sont invités, en mai 2005, à réaliser un modèle en plâtre de leur projet. Parmi les modèles en plâtre, les deux comités en ont choisi 20. La banque nationale en a ensuite choisi 10 pour une consultation publique, qui eut lieu du 12 au 20 novembre 2005. Au total, 140 653 Slovaques ont exprimé leur préférence. Le conseil d'administration de la banque nationale a décidé que les trois projets qui ont récolté le plus de voix seraient représentés sur les pièces slovaques. Finalement, 33 068 personnes ont choisi le projet représentant la croix à double branche présent sur le drapeau slovaque ; 24 589 le mont Kriváň et 21 792 le château de Bratislava. Les trois dessins étant réalisés par des artistes différents, certaines modifications ont été nécessaires pour assurer une certaine cohérence à l'ensemble des pièces.
Les huit pièces possèdent donc trois dessins différents :
- Pièces de 1, 2 et 5 centimes : Le mont Kriváň (2 495 m d'altitude), dans les Hautes Tatras, partie la plus élevée des Carpates, sous lequel est indiquée la mention du pays émetteur SLOVENSKO et le millésime. En bas, les armoiries de la Slovaquie, comprenant une double croix. Le tout est entouré des 12 étoiles du drapeau européen.
- Pièces de 10, 20 et 50 centimes : Le château de Bratislava, résidence officielle du président de la République slovaque dans le centre historique de la capitale slovaque, vu d'en bas. Sous le château, à gauche, les armoiries de la Slovaquie, comprenant une double croix. En bas, le nom du pays émetteur SLOVENSKO sous le millésime. Le tout est entouré des 12 étoiles du drapeau européen dans un anneau. La gravure est de Ján Černaj et Pavol Károly.
- Pièces de 1 et 2 euros : Une double croix, symbole des trois saints les plus importants du pays : Benoît, Cyrille et Méthode, posée sur le sommet le plus élevé d'un ensemble de trois collines symbolisant les monts Tatras, Fatras et Mátra, similaires aux armoiries de la Slovaquie, devant un fond de rochers stylisés. À droite, le nom du pays émetteur SLOVENSKO. À gauche, le millésime. Le tout est entouré des 12 étoiles du drapeau européen sur l'anneau extérieur. La gravure est de Ivan Řehák.

La description des faces nationales de la Slovaquie a été publiée dans le Journal officiel de l'Union européenne, le 28 octobre 2008.
| 1 centime                                   | 2 centimes                                  | 5 centimes                                                                                |
| ------------------------------------------- | ------------------------------------------- | ----------------------------------------------------------------------------------------- |
|                                             |                                             |                                                                                           |
| Le mont Kriváň.                             |                                             |                                                                                           |
| 10 centimes                                 | 20 centimes                                 | 50 centimes                                                                               |
|                                             |                                             |                                                                                           |
| Le château de Bratislava.                   |                                             |                                                                                           |
| 1 euro                                      | 2 euros                                     | Gravure sur la tranche (2 euros)                                                          |
|                                             |                                             |                                                                                           |
| Double croix des armoiries de la Slovaquie. | Double croix des armoiries de la Slovaquie. | SLOVENSKÁ REPUBLIKA suivi d'une étoile, d'une feuille de tilleul et d'une seconde étoile. |

### Pièces commémoratives de 2 euros
La Slovaquie a émis sa première pièce commémorative de 2 euros en 2009, année de son entrée dans la zone euro, à l'occasion du 10e anniversaire de l'euro, suivie, la même année, d'une première pièce de sa propre initiative commémorant la révolution de velours.

#### En 2009
| 2009                                                | |                     |
| 10e anniversaire de l'Union économique et monétaire | |                     |
|                                                     | Tous les pays de la zone euro ont émis le 1er janvier une pièce commémorative de 2 € pour célébrer le 10e anniversaire de l'Union économique et monétaire. Le centre de la pièce illustre une silhouette humaine stylisée dont le bras gauche est prolongé par le symbole de l'euro. Le nom du pays émetteur SLOVENSKO apparaît dans la partie supérieure, tandis que l'indication 1999-2009 et l'acronyme HMÚ (pour Hospodárska a menová únia, Union économique et monétaire ou UEM) apparaissent dans la partie inférieure. L'anneau externe de la pièce représente les douze étoiles du drapeau européen. |                     |
| Graveur : Geórgios Stamatópoulos                    | \| Gravure sur la tranche : \| Date : \| Tirage : \| \| \| 1er janvier 2009 \| 1 million de pièces \| |                     |
| Gravure sur la tranche :                            | Date : | Tirage :            |
|                                                     | 1er janvier 2009 | 1 million de pièces |

| 2009                                         | |                     |
| 20e anniversaire de la Révolution de velours | |                     |
|                                              | La représentation stylisée d'une cloche formée d'une série de clefs, en souvenir de la manifestation du 17 novembre 1989, où les citoyens marchèrent en agitant leurs trousseaux de clefs pour les faire sonner, ce qui marqua le début de la Révolution de velours. Autour du dessin, en haut, la légende 17 NOVEMBER SLOBODA - DEMOKRACIA (17 novembre liberté - démocratie) et les dates 1989-2009. En bas, l'indication du pays émetteur SLOVENSKO. L'anneau externe de la pièce comporte les douze étoiles du drapeau européen. |                     |
| Graveur : Pavol Károly                       | \| Gravure sur la tranche : \| Date : \| Tirage : \| \| \| Novembre 2009 \| 1 million de pièces \| |                     |
| Gravure sur la tranche :                     | Date : | Tirage :            |
|                                              | Novembre 2009 | 1 million de pièces |

#### De 2010 à 2019
| 2011                                   | |                     |
| 20e anniversaire du Groupe de Visegrád | |                     |
|                                        | La carte des quatre pays du Groupe de Visegrád : la Pologne, la République tchèque, la Slovaquie et la Hongrie. La carte est complétée par l'abréviation stylisée V IV. Le nom du pays émetteur, SLOVENSKO, se trouve dans la partie inférieure droite, et le millésime 2011 dans la partie inférieure gauche de la pièce. Le dessin est entouré d'une légende bilingue, VYŠEHRADSKÁ SKUPINA • VISEGRAD GROUP (Groupe de Visegrád), et de la date de la fondation du groupe de Visegrád, 15.2.1991. L'anneau externe de la pièce comporte les douze étoiles du drapeau européen. |                     |
| Graveur : Miroslav Rónai               | \| Gravure sur la tranche : \| Date : \| Tirage : \| \| \| 12 janvier 2011 \| 1 million de pièces \| |                     |
| Gravure sur la tranche :               | Date : | Tirage :            |
|                                        | 12 janvier 2011 | 1 million de pièces |

| 2012                                                                         | |                     |
| 10e anniversaire de la mise en circulation des billets et des pièces en euro | |                     |
|                                                                              | Le dessin au centre de la pièce symbolise la place acquise en dix ans par l'euro, qui est désormais un acteur mondial à part entière, et son importance dans la vie quotidienne, différents aspects étant décrits : les citoyens (représentés par une famille de quatre personnes), le commerce (le bateau), l'industrie (l'usine) et l'énergie (les éoliennes). Le nom du pays émetteur SLOVENSKO est apposé en haut de la pièce. L'anneau externe de la pièce comporte les douze étoiles du drapeau européen. |                     |
| Graveur : Helmut Andexlinger                                                 | \| Gravure sur la tranche : \| Date : \| Tirage : \| \| \| 2 janvier 2012 \| 1 million de pièces \| |                     |
| Gravure sur la tranche :                                                     | Date : | Tirage :            |
|                                                                              | 2 janvier 2012 | 1 million de pièces |

| 2013                                                                              | |                     |
| 1150e anniversaire de la mission des apôtres Cyrille et Méthode en Grande-Moravie | |                     |
|                                                                                   | Les deux apôtres Cyrille et Méthode tenant une double croix posée sur trois collines, entourés de leurs noms en slovaque KONŠTANTÍN et METOD, du nom du pays émetteur SLOVENSKO et des années 863 et 2013. L'anneau externe de la pièce comporte les douze étoiles du drapeau européen. |                     |
| Graveur : Miroslav Hric                                                           | \| Gravure sur la tranche : \| Date : \| Tirage : \| \| \| Mai 2013 \| 1 million de pièces \| |                     |
| Gravure sur la tranche :                                                          | Date : | Tirage :            |
|                                                                                   | Mai 2013 | 1 million de pièces |

| 2014                                                                 | |                     |
| 10e anniversaire de l'entrée de la Slovaquie dans l'Union européenne | |                     |
|                                                                      | Les lettres EÚ (pour Európska únia, Union européenne ou UE) stylisées avec l'écusson slovaque apposé sur le Ú. À droite, les dates, en trois lignes, 1.5.2004 2014. Tout autour la légende 10.VÝROČIE VSTUPU DO EURÓPSKEJ ÚNIE et la mention du pays émetteur SLOVENSKO. L'anneau externe de la pièce comporte les douze étoiles du drapeau européen. |                     |
| Graveur : Mária Poldaufová                                           | \| Gravure sur la tranche : \| Date : \| Tirage : \| \| \| Avril 2014 \| 1 million de pièces \| |                     |
| Gravure sur la tranche :                                             | Date : | Tirage :            |
|                                                                      | Avril 2014 | 1 million de pièces |

| 2015                                                             | |
| 200e anniversaire de la naissance de l'intellectuel Ľudovít Štúr | |
|                                                                  | L'effigie de Ľudovít Štúr entouré, à gauche, de son nom ĽUDOVÍT ŠTÚR et ses années de naissance et de mort 1815-1856 et, à droite, du millésime 2015 et de la mention du pays émetteur SLOVENSKO. L'anneau externe de la pièce comporte les douze étoiles du drapeau européen. |
| Graveur :                                                        | \| Gravure sur la tranche : \| Date : \| \| \| Octobre 2015 \| |
| Gravure sur la tranche :                                         | Date : |
|                                                                  | Octobre 2015 |

| 2015                                 | |                     |
| 30e anniversaire du drapeau européen | |                     |
|                                      | Le drapeau européen dessiné grossièrement, entouré par douze bonshommes stylisés. En haut à droite, le nom du pays émetteur SLOVENSKO suivi des années 1985-2015. L'anneau externe de la pièce comporte les douze étoiles du drapeau européen. |                     |
| Graveur : Geórgios Stamatópoulos     | \| Gravure sur la tranche : \| Date : \| Tirage : \| \| \| Septembre 2015 \| 1 million de pièces \| |                     |
| Gravure sur la tranche :             | Date : | Tirage :            |
|                                      | Septembre 2015 | 1 million de pièces |

| 2016                                                           | |                     |
| Première présidence slovaque du Conseil de l'Union européenne, | |                     |
|                                                                | Les armoiries de la Slovaquie et le millésime 2016 posés sur un cercle composé de segments courbes, entouré de la mention du pays émetteur SLOVENSKO et de la légende PREDSEDNI'CTVO SR V RADE EÚ. L'anneau externe de la pièce comporte les douze étoiles du drapeau européen. |                     |
| Graveur : Vladimír Pavlica                                     | \| Gravure sur la tranche : \| Date : \| Tirage : \| \| \| Mars 2016 \| 1 million de pièces \| |                     |
| Gravure sur la tranche :                                       | Date : | Tirage :            |
|                                                                | Mars 2016 | 1 million de pièces |

| 2017                                                                                  | |                     |
| 550e anniversaire de la mise en activité de l'Universitas Istropolitana à Bratislava, | |                     |
|                                                                                       | Une scène représentant deux étudiants assis face à un professeur, devant une partie des bâtiments historiques de l'université. En haut, à gauche, un médaillon montre le roi de Hongrie, Matthias Corvin Ier, qui fonda l'université. Autour du dessin la légende UNIVERZITA ISTROPOLITANA (Universitas Istropolitana). En haut, à gauche, l'année de mise en activité de l'université 1467. En bas, la mention du pays émetteur SLOVENSKO et le millésime 2017. L'anneau externe de la pièce comporte les douze étoiles du drapeau européen. Le choix du dessin s'est fait par concours, lancé en décembre 2015. Vingt-six dessins, réalisés par treize artistes sont entrés en composition. En février 2016, un comité a évalué les différentes propositions. Les résultats ont été rendus publics en avril 2016. |                     |
| Graveur : Mária Poldaufová                                                            | \| Gravure sur la tranche : \| Date : \| Tirage : \| \| \| Janvier 2017 \| 1 million de pièces \| |                     |
| Gravure sur la tranche :                                                              | Date : | Tirage :            |
|                                                                                       | Janvier 2017 | 1 million de pièces |

| 2018                                                           | |                     |
| 25e anniversaire de l'établissement de la République Slovaque, | |                     |
|                                                                | La carte de la Slovaquie passant sous un arc symbolisant la porte de l'Union européenne. Sous l'arc, tout en haut, le signe € entouré de 8 des 12 étoiles du drapeau européen. En bas de l'arc, la date d'indépendance du pays 1.1.1993 et le millésime 2018. À gauche, les armoiries de la Slovaquie. En bas, à gauche, la mention du pays émetteur SLOVENSKÁ REPUBLIKA. L'anneau externe de la pièce comporte les douze étoiles du drapeau européen. Le dessin a été choisi en février 2017 par le conseil d'administration de la Banque nationale de Slovaquie parmi les deux lauréats d'un concours organisé pour la pièce de 25 euros commémorant le même sujet. Ce concours a été lancé en novembre 2016. Huit projets ont été présentés à un comité, qui a recommandé le projet de Branislav Ronai, en janvier 2017. Cependant, le Gouverneur a désigné un autre gagnant : le projet de Pavel Károly. C'est ce dernier qui fut choisi pour la pièce de 2 euros. |                     |
| Graveur : Pavel Károly                                         | \| Gravure sur la tranche : \| Date : \| Tirage : \| \| \| Janvier 2018 \| 1 million de pièces \| |                     |
| Gravure sur la tranche :                                       | Date : | Tirage :            |
|                                                                | Janvier 2018 | 1 million de pièces |

| 2019 | |                     |
| 100e anniversaire de la mort du général et homme politique tchécoslovaque Milan Rastislav Štefánik, le 4 mai 1919 à Ivanka pri Dunaji, | |                     |
| | Effigie de Milan Rastislav Štefánik portant un képi. À gauche, en arc de cercle, la mention du pays émetteur SLOVENSKO et le nom MILAN RASTISLAV ŠTEFÁNIK. À la gauche de son menton, ses années de naissance et de mort : 1880 et 1919. À droite, le millésime 2019. L'anneau externe de la pièce comporte les douze étoiles du drapeau européen. Le dessin a été choisi lors d'un concours lancé en novembre 2017 auquel ont participé 16 designers, qui ont présenté un total de 29 projets. Un jury s'est constitué en avril 2018 et a désigné les trois lauréats durant l'été 2018. |                     |
| Graveur : Peter Valach | \| Gravure sur la tranche : \| Date : \| Tirage : \| \| \| Avril 2019 \| 1 million de pièces \| |                     |
| Gravure sur la tranche : | Date : | Tirage :            |
| | Avril 2019 | 1 million de pièces |

#### Depuis 2020
| 2020 | |
| 20e anniversaire de l'entrée de la Slovaquie dans l'Organisation de coopération et de développement économiques (OCDE), le 14 décembre 2000 | |
| | Un cerveau humain stylisé formé par des circuits imprimés et un disque central représentant un microprocesseur. En bas, à droite, les armoiries de la Slovaquie. À cheval sur le cerveau, un carré reprend la légende 20 VÝROČIE VSTUP SR DO OECD (20e anniversaire de l'entrée dans l'OCDE). Sous le carré, la mention du pays émetteur SLOVENSKO et le millésime 2020. L'anneau externe de la pièce comporte les douze étoiles du drapeau européen. Le dessin a été choisi sur concours. Lancé par la Banque nationale de Slovaquie en juillet 2019, il a réuni 12 créateurs qui ont proposé un total de 28 projets. Un comité a désigné le vainqueur en septembre 2019. |
| Graveur : Peter Valach | \| Gravure sur la tranche : \| Date : \| \| \| Novembre 2020 \| |
| Gravure sur la tranche : | Date : |
| | Novembre 2020 |

| 2021                                                  | |                  |
| 100e anniversaire de la naissance d'Alexander Dubček, | |                  |
|                                                       | Portrait de profil gauche d'Alexander Dubček. Le nom du pays émetteur SLOVENSKO est inscrit sur le bord gauche, l'année d'émission 2021 sur le bord droit. Dans la partie inférieure du portrait se trouve son nom, Alexander Dubček, et ses dates de naissance 1921 et de mort 1992. L'anneau extérieur de la pièce porte les 12 étoiles de l'Union européenne. |                  |
| Graveur : Branislav Ronai                             | \| Gravure sur la tranche : \| Date : \| Tirage : \| \| \| 26 novembre 2021 \| 1 000 000 pièces \| |                  |
| Gravure sur la tranche :                              | Date : | Tirage :         |
|                                                       | 26 novembre 2021 | 1 000 000 pièces |

| 2022                                                                                                  |                                                                |
| 300e anniversaire de la construction de la première machine à vapeur à pompage en Europe continentale |                                                                |
| |                                                                |
| Graveur : Peter Valach                                                                                | \| Gravure sur la tranche : \| Date : \| \| \| Octobre 2022 \| |
| Gravure sur la tranche :                                                                              | Date :                                                         |
| | Octobre 2022                                                   |

| 2022                                                | |
| 35e anniversaire du programme Erasmus, créé en 1987 | |
|                                                     | Tous les pays de l'Union européenne utilisant l'euro émettent une pièce de 2 euros commémorative pour le 35e anniversaire du programme Erasmus. Le philosophe, humaniste et théologien néerlandais Érasme écrivant, d'après le tableau Desiderius Erasmus de Hans Holbein le Jeune, entouré d'une série de lien formant des étoiles et le nombre 35. Sur son flanc, les années 1987-2022, les mots ERASMUS PROGRAMME et la mention du pays émetteur SLOVENSKO. L'anneau externe de la pièce comporte les douze étoiles du drapeau européen. |
| Graveur : Joaquin Jimenez                           | \| Gravure sur la tranche : \| Tirage : \| \| \| 1 million de pièces \| |
| Gravure sur la tranche :                            | Tirage : |
|                                                     | 1 million de pièces |

| 2023 |  |
| '    |  |
|      |  |

| 2023 |  |
| '    |  |
|      |  |

### Introduction des pièces
C'est l'institut monétaire Mincovňa Kremnica qui a fabriqué les 400 millions d'exemplaires de pièces en euro initiaux. 1,2 million de kits de 45 pièces d'une valeur totale de 16,60 € ont été distribués à partir du 1er décembre 2008 et échangés dans les bureaux de poste et les banques du pays contre 500 couronnes slovaques.

## Pièces de collection
La Slovaquie émet également des pièces de collection, qui ont valeur légale (et peuvent donc être utilisées chez les commerçants) uniquement en Slovaquie.